# El Retiro, Amatenango de la Frontera
El Retiro är en ort i Mexiko.   Den ligger i kommunen Amatenango de la Frontera och delstaten Chiapas, i den sydöstra delen av landet, 900 km sydost om huvudstaden Mexico City. El Retiro ligger 1 074 meter över havet och antalet invånare är 271.
Terrängen runt El Retiro är huvudsakligen bergig, men åt nordväst är den kuperad. Runt El Retiro är det ganska tätbefolkat, med 108 invånare per kvadratkilometer. Närmaste större samhälle är Frontera Comalapa, 15,5 km nordväst om El Retiro. I omgivningarna runt El Retiro växer huvudsakligen savannskog.